# Elaphoglossum tectum
Elaphoglossum tectum är en träjonväxtart som först beskrevs av Alexander von Humboldt, Amp; Bonpl. och Carl Ludwig Willdenow, och fick sitt nu gällande namn av Moore. Elaphoglossum tectum ingår i släktet Elaphoglossum och familjen Dryopteridaceae. Inga underarter finns listade.